# Парад на победата на СССР над Третия райх
 Тази статия е за Московския парад на победата.  За други паради на победата вижте парад на победата.  
Парадът на победата на Съветския съюз над Третия райх е военен парад организиран по повод на военната победа във Втората световна война на Съветския съюз над Нацистка Германия.

## История
На 22 юни 1945 година в официалната съветска преса излиза заповед на Върховния главнокомандващ Й. В. Сталин с № 370:
| „ | В чест на победата над Германия във Втората световна война насрочвам на 24 юни 1945 година в Москва на Червения площад военен парад на Действащата армия, Военноморския флот и Московския гарнизон – парад на победата. В парада да вземат участие: представителен полк на фронта, представителен полк на Наркома на отбраната, представителен полк на Военноморския флот, военните академии, военните училища и войската на Московския гарнизон. Парада на победата да приеме моят заместник маршалът на Съветския съюз Жуков. За командващ парада на победата назначавам маршала на Съветския съюз Рокосовски. Общото ръководство по организацията на парада възлагам на командващия войските на Московския военен окръг и началник на Московския гарнизон генерал-полковник Артьомов. Върховен главнокомандващ, маршал на Съветския съюз Йосиф Сталин | “ |

Сталин наблюдава парада от трибуната на Мавзолея на Ленин на Червения площад заедно с Вячеслав Молотов, Михаил Калинин, Климент Ворошилов, Семьон Будьони и други членове на ЦК на КПСС.

## Интересни подробности
- Командващият парада маршал Константин Рокосовски язди черен кон, а приемащия парада маршал Георгий Жуков бял кон.
- Парадът завършва с хвърлянето от колона съветски войници на 200 пленени германски военни знамена и щандарти под ударите на барабани на специална платформа пред Мавзолея на Ленин, на чиято трибуна се намира Йосиф Сталин.
- Първото хвърлено знаме е щандартът на 1-ва СС дивизия Лайбщандарт СС Адолф Хитлер.
- По време на парада вали дъжд, поради което в него не вземат участие военновъздушни сили.
- Редица източници твърдят, че Сталин не приема парада, тъй като не може да язди кон. (Според трактовката на Виктор Суворов това не е така, а Сталин не се е чувствал победител; Виктор Суворов, с истинско име Резун, е съветски танкист, впоследствие разузнавач и капитан от ГРУ, който бяга в Англия и пише книги с историческа и военна тематика. Убедително и с безброй факти и числа доказва, че СССР е главен виновник за войната, подпомагащ Хитлер във военно и икономическо отношение, и сам готвещ нападение над Германия и Европа. Едно от най-убедителните доказателства са невероятните количества части и военна техника, струпани на самата граница, подредени без всякаква защита и унищожени практически без съпротива при първите атаки на иначе малобройните немски части; според Суворов Германия няма ресурси, за война, и само огромното количество пленено на границата гориво - предназначено за съветската атака, дава шанс на Хитлер да изкара войната до зимата, и по-нататък. Според Суворов е оптимистичният план на Сталин е годишнината от Болшевишката революция - 7-ми ноември, да бъде чествана в превзетия Лондон. За щурмуване на Ламанша СССР разработва плаващи танкове - с витло, които тества във войната с Финландия през 1939-та. Самата Финландия показва такива пленени танкове в своя военен музей. Така или иначе след атаката на Хитлер и загубата на невъобразими количества техника, боеприпаси, гориво, метали, дървен материал и т.н. става ясно, че войната може да се спечели, но делото на Сталин е загубено. Делото му, което включва индустриализацията, трудовите армии от концлагеристи, чистките и реформите в армията, планирането и подготовката на войната - операция Буря, завземането на части от Финландия, Полша, Бесарабия и Буковина след договора с Хитлер, с крайна цел - завземане на цяла Европа. Според Суворов това е причината Сталин да не желае приемането на парада, тъй като за себе си не е победител. Друг любопитен факт, подкрепящ тази теза, е че първият парад е на 22-ри юни, а през следващите години 9-ти май не се отбелязва, даже в СССР е обикновен работен ден - именно защото за Сталин това не е победа, а провал. Чак след смъртта му, с издигането на Хрушчов и Жуков, денят се официализира като централен празничен ден за СССР).
- Парадът на победата е насрочен на (22 юни)-деня, в който се навършват 4 години от началото на най-мащабната военна операция в историята „Барбароса“ (виж Фридрих Барбароса и Трети кръстоносен поход).
- Парадът на победата се провежда в деня (24 юни), в който избухва Големият пожар в Москва и интересите на Райха и неговите съюзници в Съветския съюз са поети от посолството на Царство България в Москва.
- В парада участва българска делегация, водена от военния министър Дамян Велчев и включваща още генералите Крум Лекарски, Иван Кинов, Владимир Стойчев, Иван Маринов и Тодор Тошев. Командващият Първа българска армия, сражавала се редом с Трети украински фронт, генерал Владимир Стойчев марширува заедно с маршал Толбухин и другите маршали и генерали от Трети украински фронт на Съветската армия. [1]

## Галерия
- Маршал Георги Жуков приема Парада на Победата. Марка, 1995 г.
- Юбилейна монета 1995 г. Руска федерална банка